# ZTE 366 "Vergatario"
El Vtelca Vergatario, es el primer teléfono móvil ensamblado en Venezuela por Vtelca, que opera utilizando el protocolo de multiplexación de datos CDMA. El celular comenzó a ser comercializado por la operadora estatal Movilnet a un precio aproximado de 30 bolivares, para el año 2017 tenía un precio promedio de 100.000 bolívares fuertes.
Es de hacer notar el precario aporte de tecnología al mercado venezolano por parte de esta iniciativa, por cuanto todos y cada uno de los componentes instalados en los equipos de la marca Vtelca, son importados de China por el gobierno venezolano, adquiridos a reconocidas marcas internacionales tales como Huawei y ZTE, con una tasa cambiaria fuertemente subsidiada por el Estado venezolano, siendo luego ensamblados en este país suramericano por mano de obra local, sin la debida incorporación al producto de ningún tipo de valor agregado nacional ni mucho menos de tecnología local. Este mismo fenómeno se presenta en iniciativas oficiales similares, como lo son la producción del modelo Caribe de esta misma marca Vtelca y el ensamblaje de computadoras personales de la marca VIT (Venezolana Internacional de Tecnología).

## Historia
Su lanzamiento comercial tuvo lugar el 9 de mayo de 2009 y el objetivo era vender más de un millón de unidades durante el primer año. Sin embargo, a un año de su salida al mercado, el 22 de mayo de 2010, la empresa Vtelca logró colocar tan sólo un total de 100 mil unidades. El Presidente Chávez atribuyó este resultado a la falta de continuidad en la distribución del teléfono, por lo que anunció su relanzamiento, aseverando que “el Vergatario salió y de inmediato desapareció de los mecanismos de distribución, de un sistema de flujo permanente". No obstante, al finalizar el 2010, Vtelca solamente ensambló el 24% de la meta estimada.
El nombre procede del término del español marabino que es principalmente utilizado en el estado de Zulia en el occidente de Venezuela, para referirse a algo que es considerado excelente, de éxito, valioso, popular. No obstante, generó mucha controversia a juzgar por la semántica del término que es considerado como una palabra soez.

## Características[4]
- Frecuencia: CDMA 1x 800 MHz
- Procesador: QSC6010
- Tipo: Barra
- Dimensiones: 107.5mm x 46.5mm x 13.8mm
- Peso: 80g
- Memoria: 128Mbit NOR Flash+64Mbit PSRAM
- Características: Alarma, Calculadora, Calendario, Juegos, etc
- Pantalla: 1.8″, 64K color CSTN / 128 x 169 píxeles
- Cámara: 300k píxeles, disparador de fotografías
- Contactos: 500
- SMS: SMS 200 (100 entrada, 100 salida), soporta MMS 1.2
- Repiques: 32 Polifónicos
- Batería: 1000mAh
- Brew: BREW 3.1.5
- Multimedia: 1.2

### Códigos especiales
- 111111 = Código de programación con el que se puede acceder a las definiciones de UART y USB Diag
- *983*7469# versión
- *983*1688# temperatura batería
- *983*5391# prueba teclado
- *983*5651# resetea código de usuario
- *983*757# sim lock info
- *983*22387# master reset
- *983*2831# audio test